# Óblast de Primorie
La óblast de Primorie o Primorskaya (en ruso: Примо́рская о́бласть) era una división administrativa del Imperio ruso y de la temprana RSFS de Rusia, creada el 31 de octubre de 1856 por el Senado Gobernador. El nombre de la región significa Litoral, Marítimo o Costero. La región fue establecida por la conquista rusa del pueblo Daur que habitaban a lo largo del río Amur. Antes de la conquista rusa, el territorio perteneció a la región china de Manchuria.

## Historia
La región del río Amur fue explorada en 1651 por Yeroféi Jabárov, después de qué algunos indígenas Daur fueron asesinados o huyeron más allá dentro del territorio de la dinastía Qing. Antes de la conquista, el territorio pertenecía a la Manchuria china. El precursor de la óblast de Primorie era el voivodato de Albazino que existió de 1882 a 1886 y fue abolido tras a la conclusión de los conflictos de la frontera chino-rusa que se iniciaron con la firma Tratado de Nérchinsk en 1689.
Al principio  era parte  de la gobernación de Siberia Oriental, y desde 1884 dentro de la gobernación de Cis-Amur.
Originalmente la óblast incluía toda la porción nororiental de Rusia y los territorios del Cis-Amur. Fue organizado con los territorios recién adquiridos del valle del Amur, óblast de Kamchatka, y Sajalín. En 1858 el territorio de la margen izquierda del Amur hasta la boca del río Ussuri fue trasladado a la óblast de Amur. En aquel tiempo la región sólo incluida cuatro distritos: Nikolayevsk, Sofiysk, Okhotsk, Kamchatka. Según el Tratado de Pekín, en 1860 a la región estuvo anexionada el Krai de Usuri de acuerdo al Tratado de Aigun y la Convención de Pekín. Entre 1880 y 1888 se creó allí la gobernación militar de Vladivostok que incluía la península Muraviov-Amurski y el puerto de Vladivostok. En 1884 Sajalín fue separada y se creó con ella un territorio administrativo separado.
La capital de la óblast era originalmente Nikolayevsk del Amur, de 1880 a 1888 fue Jabarovka (hoy Jabárovsk), y desde 1888  fue Vladivostok.
En 1920 la óblast de Primorie fue anexada por la República del Lejano Oriente y en 1922 transformada en la gobernación de Primorie.
Entre 1932 y 1939 existió allí una región con el mismo nombre que era parte del krai del Lejano Oriente de la RSFS de Rusia.

## Galería

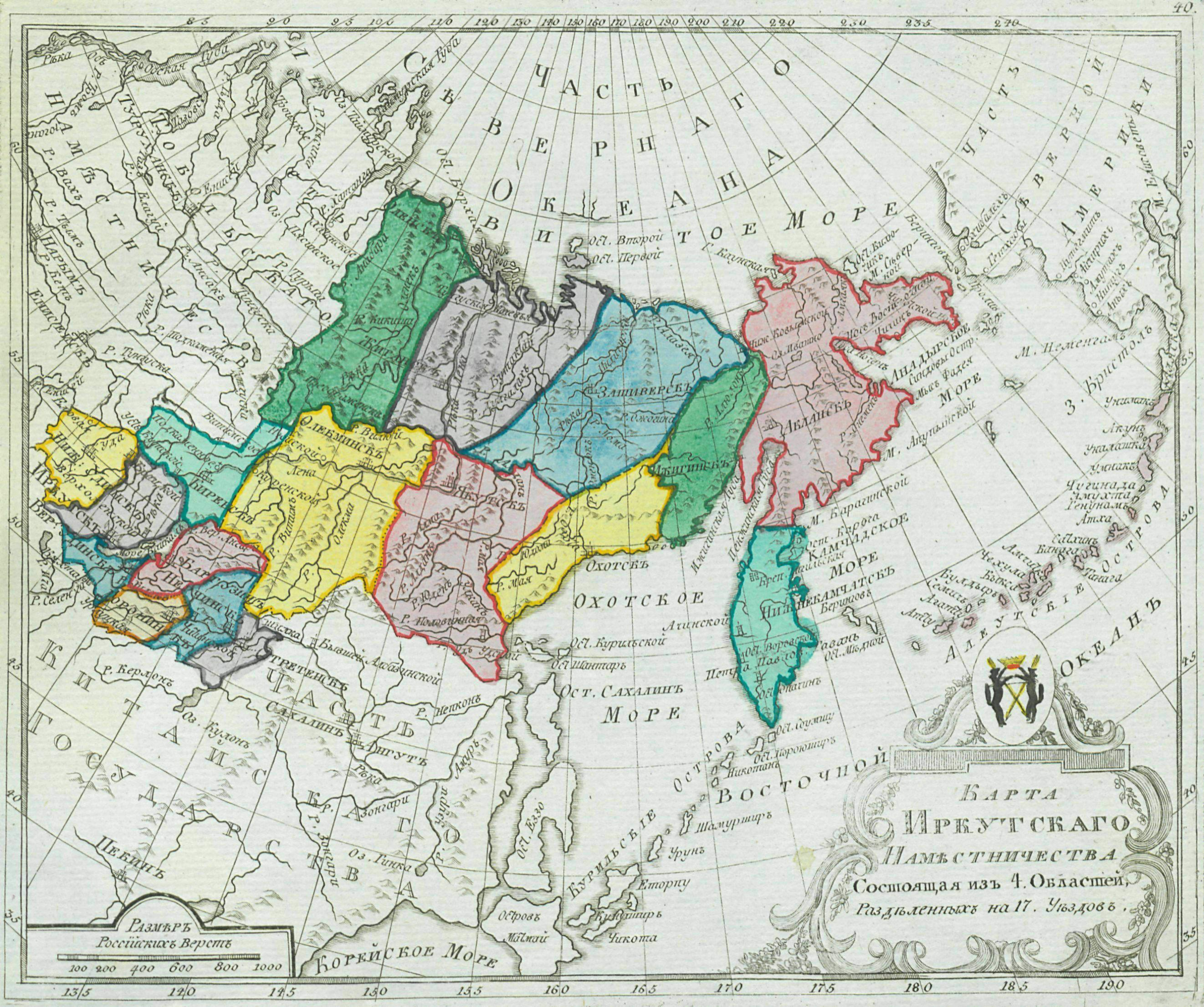
Virreinato de Irkutsk en 1792.
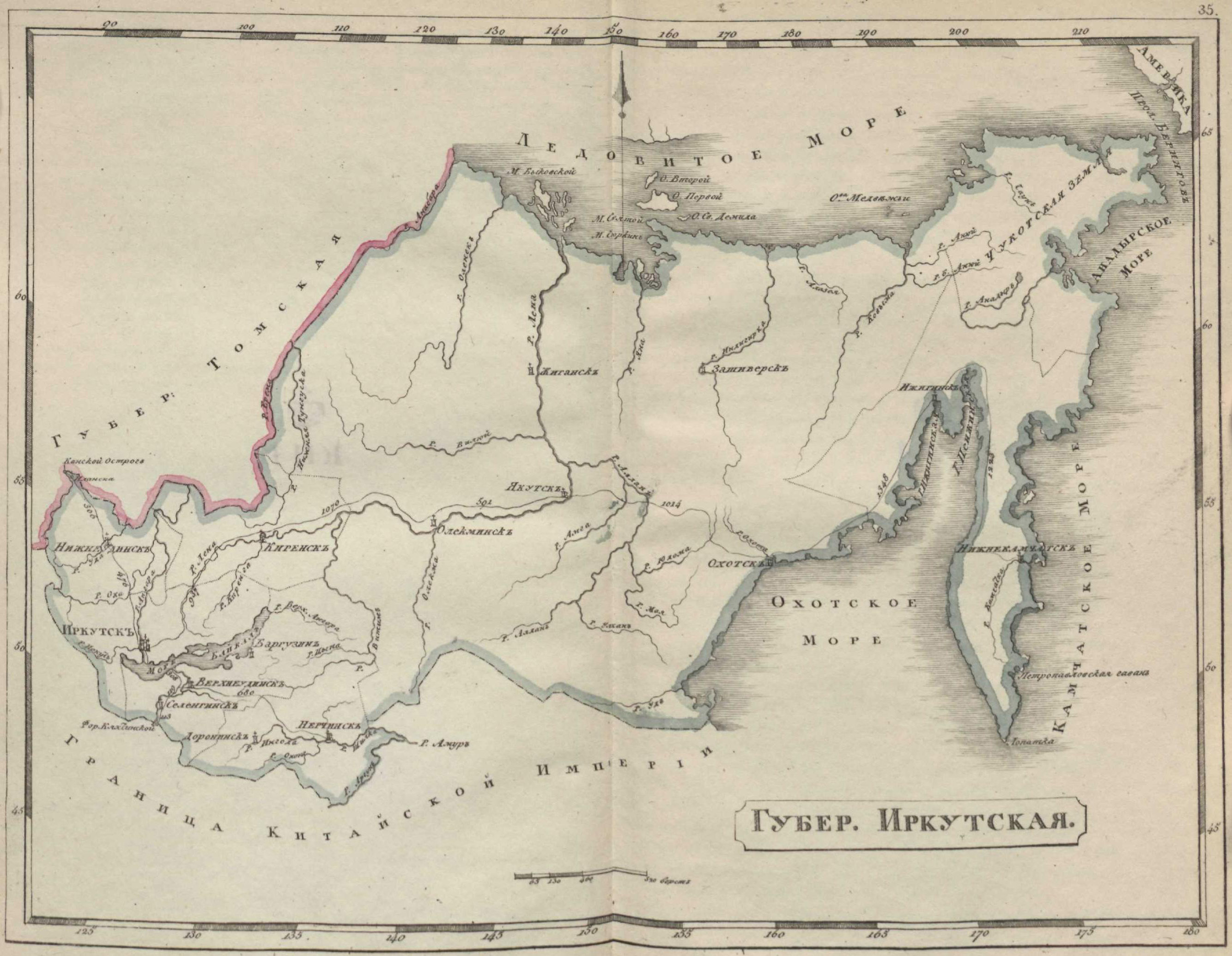
Gobernación de Irkutsk (Siberia Oriental) en 1808.
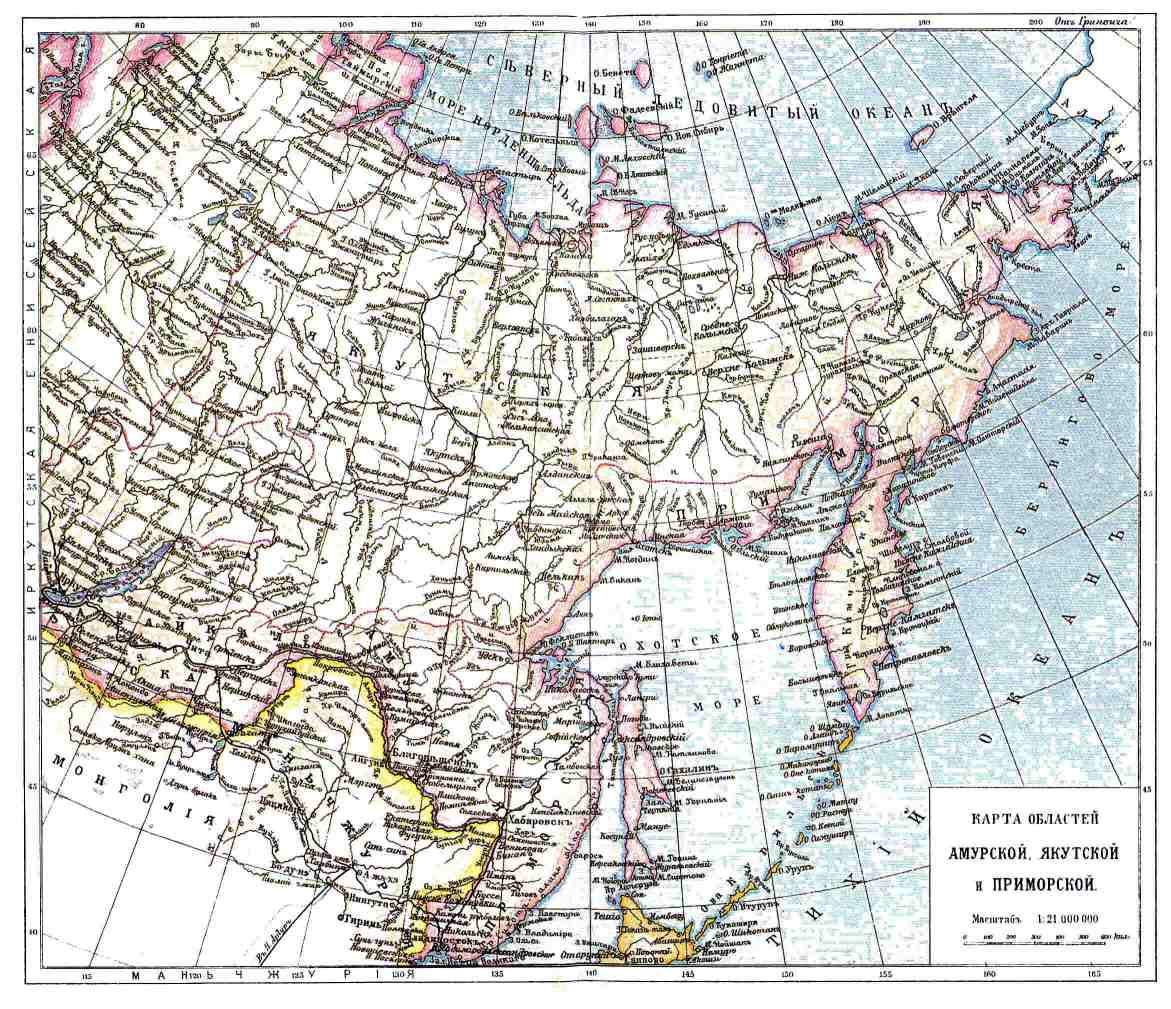
Siberia Oriental
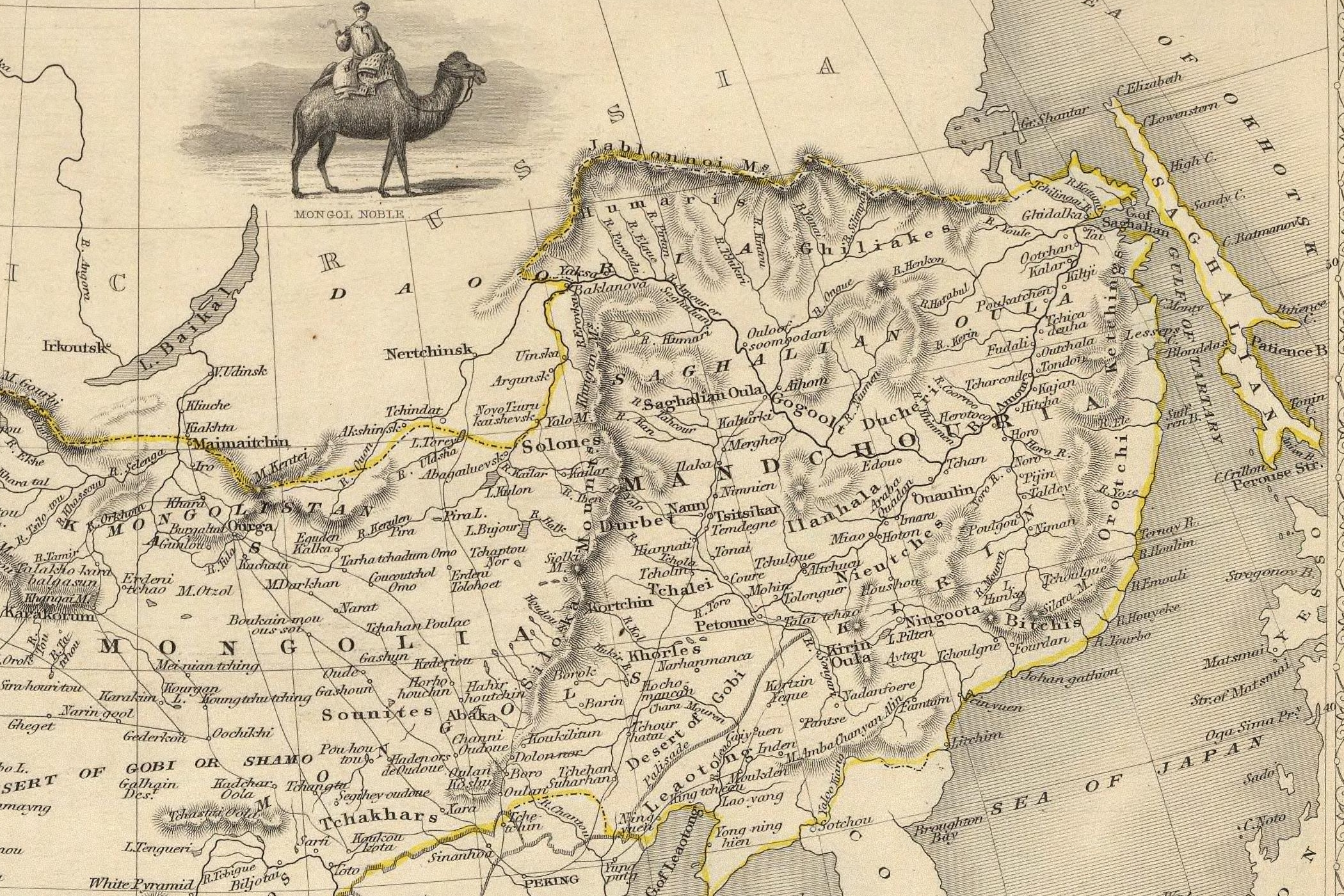
Región del río Amur en 1851.